# Milton Improta
Milton Improta (Bragança Paulista, 22 de maio de 1910 — São Paulo, 10 de agosto de 1984) foi um contador, economista e político brasileiro. Foi prefeito de São Paulo por pouco mais de quatro meses, entre 1948 e 1949 e atuante no CRC SP como Conselheiro e Vice-Presidente até 1949.
Concluiu o curso de Ciências Contábeis na Escola de Comércio Álvares Penteado de São Paulo em 1929 e, posteriormente, foi bacharel em Ciências Econômicas pela Faculdade de Ciências Econômicas de São Paulo em 1934, assim como técnico em administração pela mesma faculdade.
Em 1945, por determinação legal e mediante ao pedido do Sindicato dos Contadores de São Paulo, participou dos trabalhos de instalação e fundação da Faculdade de Economia, Administração e Contabilidade e Atuária da Universidade de São Paulo (FEA USP) que ocorreu em 26 de janeiro de 1946, tendo exercido magistério como professor titular catedrático na mesma instituição no período de 1947 a 1967.
Após o prefeito Paulo Lauro ter solicitado exoneração do cargo, Milton Improta, então Secretário de Finanças do Município da Secretaria Municipal de Finanças e Desenvolvimento Econômico de São Paulo, foi nomeado prefeito interino pelo então governador Adhemar de Barros, que era o dono da empresa Lacta.  
Exerceu o cargo de 26 de agosto de 1948 a 3 de janeiro de 1949, até que solicitou sua exoneração e outro nome fosse escolhido pelo governador. Durante a sua administração, firmou com Adhemar o segundo Convênio Escolar, pelo qual a prefeitura seria responsável pela construção de escolas, e o governo do estado, pela manutenção do ensino.
Como homem público também assessorou outros prefeitos paulistanos em assuntos econômicos e financeiros e contribuiu como membro de comissões municipais e estaduais paulistas, como o Conselho Estadual de Educação da Secretaria de Educação do Estado de São Paulo onde exerceu o cargo de conselheiro.
Além disso, foi auditor da Fazenda Municipal e diretor dos Departamentos da Contabilidade e da Fazenda da Prefeitura do Município de São Paulo, da qual foi servidor no período de 1936 a 1967.
Sua folha de serviços profissionais também inclui diversas atividades de auditoria e contabilidade em empresas públicas e privadas de renome nacional, assim como atuação como assessor econômico-financeiro e consultor de diversas empresas de São Paulo.  
Milton Improta atuou como sub-contador da Matriz em São Paulo da Companhia Antarctica Paulista - Indústria Brasileira de Bebidas e Conexos de 1925 a 1935; da Delegacia Regional do Instituto de Aposentadoria e Pensões dos Comerciários em São Paulo, no período de junho de 1935 a junho de 1936; do S.A.T.O. Serviço de Abastecimento as Tropas em Operações, órgão instituído pela Revolução Constitucionalista do Estado de São Paulo de 1932.
Em 1987 a Faculdade de Economia, Administração e Contabilidade e Atuária da Universidade de São Paulo (FEA USP) concedeu-lhe post-mortem o título de “Professor Emérito” e em 1989 essa mesma faculdade lhe concedeu uma homenagem denominando a sua sala de conferências e defesas de teses como “Sala Professor Milton Improta”.
Foi-lhe conferido, pela Ordem dos Economistas do Estado de São Paulo, o título de "Economista do Ano” em 1958, com outorga da respectiva medalha de ouro que acompanha essa condecoração.  
Por ter nascido em outra cidade, mas atuado de forma significativa no desenvolvimento da cidade de São Paulo, foi agraciado em 18 de outubro de 1974 com o "Título de Cidadão Paulistano", uma das quatro modalidades de honraria outorgadas pela Câmara Municipal de São Paulo.
No mesmo ano foi um dos fundadores da Fundação Instituto de Pesquisas Contábeis, Atuariais e Financeira(FIPECAFI), cujos projetos pioneiros contribuíram para a evolução da contabilidade brasileira na elaboração, divulgação e transparência das demonstrações contábeis.
Em 1977, pelos relevantes serviços prestados à classe e à coletividade, recebeu por votação unânime o Título e a Medalha da Ordem do Mérito dos Economistas em seu mais alto grau, o de "Alta Distinção", pelo Conselho da Ordem do Mérito do Conselho Federal de Economia.  
Foi chefe do Departamento de Contabilidade da USP. É patrono da cadeira nº 3 da Academia Paulista de Contabilidade.
Em 13 de junho de 1988 uma Escola Municipal de Educação Infantil (EMEI) foi batizada em sua homenagem como “EMEI MILTON IMPROTA PROF”. Construída na Praça Pinheiro Da Cunha, nº 469, a escola para educação infantil continua em funcionamento até hoje e atende alunos do distrito Ipiranga. Da mesma forma, a “Rua Prefeito Milton Improta” no bairro de Vila Maria foi batizada em sua homenagem.
Em 19 de janeiro de 2018, durante uma Sessão Solene da Câmara Municipal de São Paulo em homenagem aos 80 anos da Associação dos Contadores Municipais de São Paulo (ACMSP), foi homenageado in memorian como membro fundador da Associação e “agradecimento pelos relevantes serviços com cuidado, atenção e responsabilidade no trato das contas públicas do município de São Paulo”.